# Marrakech Express (film, 1989)
Pour les articles homonymes, voir Marrakech Express.
Pour plus de détails, voir Fiche technique et Distribution.
Marrakech Express est un film italien réalisé par Gabriele Salvatores, sorti en 1989.

## Fiche technique
- Titre : Marrakech Express
- Réalisation : Gabriele Salvatores
- Scénario : Umberto Contarello, Carlo Mazzacurati et Enzo Monteleone
- Photographie : Italo Petriccione
- Montage : Nino Baragli
- Musique : Roberto Ciotti
- Pays d'origine : Italie
- Format : Couleurs - 1,66:1
- Genre : road movie
- Durée : 110 minutes
- Date de sortie : 1989

## Distribution
- Diego Abatantuono : Ponchia
- Fabrizio Bentivoglio : Marco
- Cristina Marsillach : Teresa
- Giuseppe Cederna : Paolino
- Ugo Conti : Salvatore
- Hassan Koubba : Said